# Paramentář
Paramentář byl středověký výrobce berlí, „ortopedických protéz“ (háky, dřevěné nohy) apod.
Mezi nejčastěji používané materiály paramentáře patřily dřevo, kovy a usně. Poprvé se o paramentáři zmiňují husitské kroniky 15. století ve spojitosti s válečnými zraněními vojáků. Řemeslo zaniklo v období 19. století spolu s rozvojem modernějších lékařských metod. Jediná expozice dílny paramentáře v České republice je v Muzeu řemesel v Letohradě.